# Srečko Kosovel
Srečko Kosovel (18. března 1904, Sežana - 27. května 1926, Tomaj) byl slovinský básník, kritik a esejista.

## Životopis
Narodil se v učitelské rodině, měl bratra Stana a tři sestry Tončku, Karmelu a Anici.
Část dětství prožil v Pliskavici na Krasu, nakonec se ale roku 1908 přestěhovali do Tomaje. Po dokončení základní školy roku 1916 se zapsal na lublaňskou reálku, kde se vyučovalo v němčině. Již na střední škole spolupracoval s literárním kroužkem, který vydával středoškolské noviny Lepa Vida, ale kvůli finančním problémům od toho musel upustit. Po maturitě roku 1922 se rozhodl pro studium romanistiky, slovenistiky a pedagogiky na Filozofické fakultě v Lublani. Podílel se na vydávání avantgardního časopisu Tři labutě, který vznikl roku 1921 v Novem mestu. Organizoval literárně-dramatický kroužek, přednášky a literární večery. Roku 1925 převzal se svými vrstevníky revui Mladina, sdružující nejvýznamnější představitele slovinské poválečné generace. Připravoval také sbírku Zlatý člun (Zlati čoln), která ale nikdy nevyšla.
V únoru 1926 se poprvé ohlásila nemoc, kterou se mu sice tenkrát podařilo překonat, podlehl jí, až když se ohlásila podruhé a to v březnu 1926.

## Dílo
Začátek jeho tvorby byl především pod vlivem moderny a impresionismu. Převládajícími motivy jeho poezie byl rodný Kras, matka a smrt. Později přešel k expresionismu, z běžných věcí k disharmonii. Rozvinul vizionářskou, společenskou a věrnou tematiku. Roku 1925 přešel ke konstruktivismu, tím ale expresionismu úplně neopustil. Konstruktivistické básně vyšly posmrtně ve sbírce Integrály 26 (Integrali 26). Psal také krátkou prózu a eseje. Kosovel je považován za jednoho z nejvýznamnějších slovinských expresionistů vůbec.

## Díla přeložená do češtiny
- Moje píseň, Překlad Ivan Dorovský a Michal Przybylski, Albert, Brno 2004, ISBN 80-7326-024-7
- V malém plášti slov, Odeon, Praha 1974